# Poder Judiciário Federal dos Estados Unidos

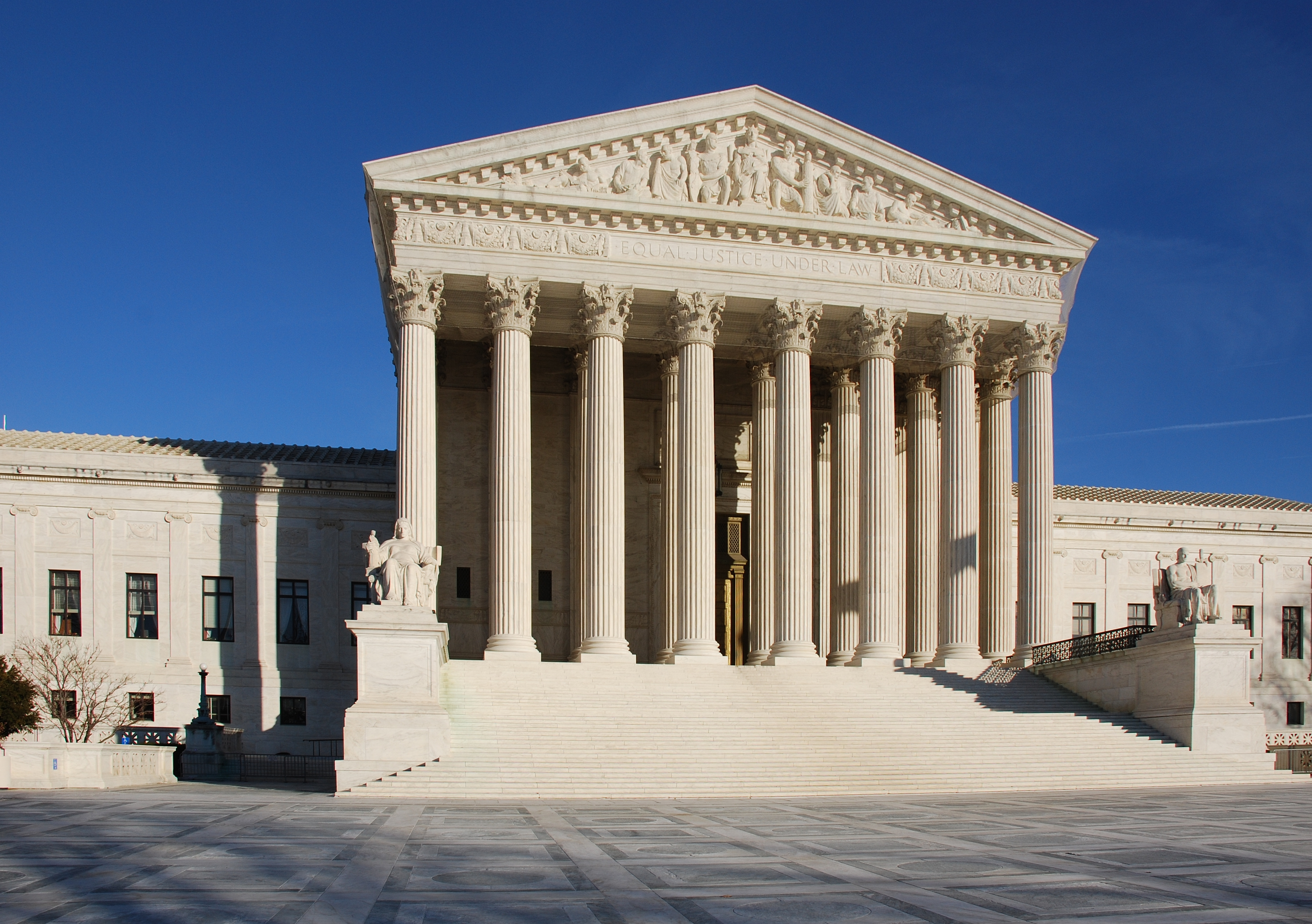
Sede da Suprema Corte Norte Americana

O Poder Judiciário Federal dos Estados Unidos é um dos três ramos do governo federal dos Estados Unidos organizado sob a Constituição dos Estados Unidos e as leis do governo federal. O Artigo III da Constituição exige o estabelecimento de uma Suprema Corte e permite que o Congresso crie outros tribunais federais e coloque limitações em sua jurisdição. Os juízes federais (ou seja, um juiz, de acordo com o Artigo III) são nomeados pelo presidente, com o consentimento do Senado, para servirem. Eles saem do cargo caso renunciem, sejam impugnados e condenados, aposentam ou morram.